# 南郷芳明
南郷芳明（なんごう よしあき、1950年 - ）は、日本の詩人。

## 経歴
福岡県久留米市出身。西南学院大学英文学科卒業。立正大学大学院国文学専攻修士課程修了。
　1979年、詩人の谷川俊太郎.や茨木のり子もかつて投稿していたという伝説の詩誌「詩学」に投稿を始めた。（1980年初めて3席で入選。詩人としてやっていけそうだという感触を得た。「詩に関する限りこのときの喜びにまさる喜びはない」と南郷は言う。以後入選を重ねる。1席を2回）
　この頃南郷は詩人宮澤章二と出会い、「自分がほんとうに悩んだり苦しんだりしているぎりぎりのところを書かなくちゃね」というアドバイスを受けた。
「宮澤先生は自分が出会った最初の詩人であり、そのオーラに完璧に圧倒された。アドバイスは的確で、実にありがたいものだった」と南郷は言う。
　1984年、第一詩集『深海魚の夢』（跋文：武田庄三郎、詩学社）を出版した。「投稿を始めて第一詩集を出すまでの五年間、夢中で詩に没頭した。「立正大学大学院教授の武田庄三郎先生はこの間絶えず激励してくださった。先生への恩義ははかり知れない」と南郷は言う。
　南郷は、この詩集を読んだ、その頃多数の詩人のリスペクトを集めていた詩人秋谷豊に誘われ、アジア詩人会議などを主催していた日本最大の同人詩誌「地球」に加入し、詩壇デビューを果たした。「『地球』加入によって現代詩の置かれている状況がよくわかるようになった。たとえば、現代詩のほとんどの詩集は売るためではなく有名・有力な詩人に贈り、認めてもらうためにあったのだ」と南郷は言う。
　1992年、第二詩集『未知の樹』(跋文:大木実、土曜美術社出版販売）を出版し、翌年、これにより《埼玉文芸賞準賞》を受賞した。
　この数年前、南郷は大木実と大宮駅のコンコースですれちがった。『大木実全詩集』を購読しその中の写真によって顔を見知っていた南郷は大木の後を追って話しかけた。これが縁となり南郷は大木の自宅にも出入りするようになり、詩集『未知の樹』の跋文を依頼するに至った。「《文は人なり》というようにその人柄は純朴で温かかった、自分は勝手に大木先生の弟子だと思っている」と南郷は言う。
　2000年、第三詩集『花時計』（跋文:漆原智良、銀の鈴社）を出版した。
　南郷は、次女が通っていた秋草学園短大で教えていた児童文学作家の漆原智良により日本児童文芸家協会に誘われ、入会した。「新しい地平が開かれた。漆原先生にはとても感謝している」と南郷は言う。
　また、この詩集を読んだ日本PTA全国協議会の事務局長より「楽しい子育て三行詩」の選考を依頼された。以後九年間継続した。
　2007年3月、《北海道公立高等学校入試問題》として『未知の樹』収載作品の詩「雪の花」が出題された。そのあと、旺文社、学研、ベ　　　　　ネッセなど多数の高校受験対策国語問題集に転載された。(2024年現在、継続中のものもある。これ以後日本全国の私立高校入試にその他の作品が出題されている。例をあげれば『日本航空高校石川』に作品「橋」が出ている）
　2009年4月、小学校国語副読本『音読の森3』【教育同人社：学校直販】に詩「ぬくもり」が収録され、日本全国の小学校の教室で読まれるようになった。南郷はこの詩に自分で曲をつけyoutubeで歌っている。（ストリートミュージシャンをやっていたこともある）
　2009年11月、第四詩集『自分という友だち』（たんぽぽ出版）が《夢ぽけっと500詩文庫》（水内喜久雄編集）のNo.5として出版された。南郷は、詩の編集者として日本NO.1の呼び声高い水内喜久雄の詩に注ぐ情熱と、詩集の出版費用を全額出してくれたことに驚いたと言う。
　2019年5月、童話アンソロジー『もののがたりの小径・未来』（銀の鈴社）に童話「あのころは月光仮面がいた」が収録された。
　2019年8月、水内喜久雄編集『子どもといっしょに読みたい詩　令和版』（PHP研究所）に詩「かさのバトン」が収録された。この本は日本全国のほとんどの大型書店に置かれている。
　2020年2月、童話アンソロジー『もののがたりの小径・いちばん』（銀の鈴社）に童話「でっかいあいつ」が収録された。このアンソロジーは2021年神奈川県児童福祉審議会推薦『優良図書～子どもの心へ届けたい本～』に選定されている。「児童文芸」（日本児童文芸家協会）2021年4.5月号に転載。　
2021年4月、童話アンソロジー『ものがたりの小径・まよい道わかれ道』（銀の鈴社）に童話「やさしい子」が収録された。
2022年4月、童話アンソロジー『ものがたりの小径・発見』（銀の鈴社）に童話「フェアプレー」が収録された。
2022年６月、アメリカ・ニュージャージー州に本部を持つAudible社と契約を結び、自身の詩集・短編小説のほか日本の名作諸作品のナレーションをアマゾンを通して世界に発信する。２０２5年1月現在63作品。